# Ligamento da nuca

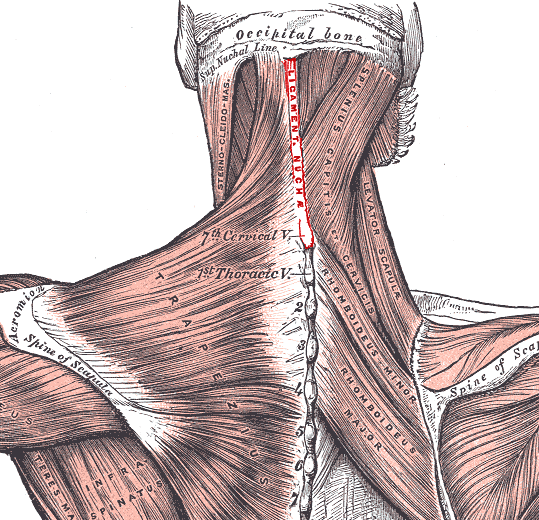
O ligamento da nuca.

Ligamento da nuca (ligamentum nuchae em latim) é um septo bilaminar fibroelástico intermuscular, que se inicia na protuberância externa do occipital, passa no tubérculo posterior do arco posterior do atlas, segue pelo aspecto medial das apófises espinhosas bifidas de C2 até C7, fixando-se depois no ápice superior da apófise espinhosa de C7. 